# DiDi
DiDi (кит. 滴滴出行, пининь Dīdī Chūxíng), ранее — Didi Kuaidi (кит. 滴滴快的) — китайский конгломерат, предоставляющий услуги агрегатора такси, каршеринга и райдшеринга.
Сервисы компании — это такси DiDi, каршеринг DiDi, Hitch (райдшеринг DiDi), DiDi Bus, DiDi Minibus, Didi Food, DiDi Test Drive, Bike-Sharing.
Сервисами DiDi пользуются более чем 450 миллионов пользователей в более чем 400 городах Китая и других странах (в том числе России). Услуги осуществляются пользователями мобильного приложения DiDi (компания выступает только агрегатором). Услуги оказывают почти 9 000 человек (40 % из них — женщины).
Компания основана в 2012 году Чэн Вэйем. Штаб-квартира компании находится в Пекине.
Сформировавшись в результате слияния конкурирующих фирм Didi Taxi и Kuaidi Taxi (при поддержке двух крупнейших китайских интернет-компаний: Tencent и Alibaba, соответственно), она была первоначально оценена (по состоянию на июнь 2016 года) примерно в 28 млрд $. В 2016 году DiDi купила подразделение Uber в Китае. Это единственная компания, в которой все три китайских IT-гиганта — Alibaba, Tencent и Baidu — являются инвесторами[значимость факта?]. В декабре 2017 года DiDi закрыла финансовый раунд в размере 4 млрд $, став самой ценной начинающей компанией в мире с оценкой более 56 млрд $ и поддерживаемой более чем 100 инвесторами.
DiDi является крупнейшей в мире компанией, обладающей монопольными инвестициями в индустрии велошеринга по всему миру. Компания проводит 25 миллионов поездок в день и превосходит другие подобные компании.
В 2017 году DiDi приступила к разработке английской версии своих приложений и сервисов с планами расширения своей платформы по всему миру.

## История

### DiDi Dache (июнь 2012 — февраль 2015)
В июне 2012 года предприниматель Чэн Вэй, бывший на протяжении 8 лет сотрудником компании Alibaba Group, основал компанию Orange Technology. Он заявил, что желание создать собственную компанию — агрегатор такси — было обусловлено пониманием того, что такси очень трудно поймать на улице, особенно в час пик. Более того, ему самому приходилось опаздывать, а то и вовсе пропускать самолёты лишь из-за неспособности поймать такси.
В 2012 году компанией было запущено приложение быстрого поиска такси DiDi Dache (DiDi Taxi)[уточнить]. Позже в приложение была добавлена функция предзаказа такси для поездки в течение суток.
Компания была поддержана китайской инвестиционной компанией Tencent, которая в ноябре 2012 года инвестировала в DiDi Dache 15 млн $, в то время как в конкурирующий агрегатор такси Kuaidi инвестировала компания Alibaba. Таким образом возникло соперничество между двумя «гигантами».
В 2014 году Жан Лю (Лю Цин), бывший управляющий директор Goldman Sachs Asia, присоединилась к компании в качестве генерального директора. В следующем году она стала президентом компании.
Мобильное приложение было разработано китайским разработчиком Beijing Xiaoju Keji Co., Ltd.

### DiDi Kuaidi (февраль — сентябрь 2015)
В результате слияния компаний DiDi и Kuaidi в феврале 2015 года образовалась компания DiDi Kuaidi.
Затяжная ценовая война в попытке получить долю на рынке привела к увеличению потерь для обеих компаний, несмотря на то, что DiDi и Kuaidi привлекли 700 и 600 млн долларов США от частных инвесторов для поддержания роста. Согласно пресс-релизу о слиянии, агрегаторы DiDi и Kuaidi управляются разным руководством. Объединённая компания оценивалась в 6 млрд $. Однако было неясно, может ли слияние нарушить антимонопольное законодательство Китая.
К маю 2015 года DiDi потратил ещё 1 млрд юаней (161 млн $) на различные акции и рекламу, чтобы укрепить своё доминирующее положение над стартапами, такими как Yidao Yongche и Uber (вместе с третьей по величине китайской интернет-компанией Baidu в качестве инвестора). В этих целях были добавлены дополнительные функции, такие как: прокат автомобилей премиум-класса, наем водителей и использование специального обслуживания для пассажиров с ограниченными возможностями. Caixin сообщил, что в июне 2015 года доля компании на рынке услуг по прокату автомобилей составляла 80,2 %. В июле 2015 года компания завершила раунд сбора средств в размере 2 млрд $, в результате чего денежные резервы компании превысили 3,5 млрд $. Это крупнейшая в мире единая кампания по сбору средств частной компанией, а также самый большой раунд сбора средств среди китайских мобильных интернет-компаний. Новыми инвесторами стали Capital International Private Equity Fund и Ping An Ventures, входящие в Ping An Insurance Group Co of China Ltd. В этом раунде сбора средств также участвовали Alibaba, Tencent, Temasek Holdings (Private) Ltd и Coatue Management.
К сентябрю 2015 года доля компании на рынке каршеринга составляла 80 %, а такси — 99 %.
В 2015 году DiDi Kuaidi инвестировала в Grabtaxi, приложение для заказа такси в Юго-Восточной Азии.

### DiDi Chuxing (с сентября 2015 года)
В сентябре 2015 года DiВi Kuaidi была переименована в DiDi Chuxing. В декабре 2015 года водители такси провели протесты против Didi и Kuaidi, обе компании были вынуждены закрыть свои офисы в городе Лоян.
С 2015 года DiDi инвестировала в Grab, Lyft, Ola, Uber, 99, Taxify и Careem.
В июне 2016 года DiDi закрыла раунд финансирования в размере 4,5 млрд $ с участием инвесторов, включая Apple Inc., China Life Insurance Co., Alibaba Group Holding Ltd., и побила новый рекорд по сбору средств частной компании.

### Конкуренция с Uber
Uber вышел на китайский рынок в августе 2013 года. Компания потеряла около 2 млрд $, пытаясь конкурировать с Didi и Kuaidi, которые контролировали около 80 % рынка.
В начале 2016 года компания начала жестокую ценовую войну с американским конкурентом Uber, который начал свою деятельность в Китае в 2015 году[уточнить]. Конкуренция с Uber China, которая действовала в 40 китайских городах, привела к тому, что генеральный директор Uber Трэвис Каланик заявил, что компания ежегодно теряет более 1 млрд $ из-за операций в Китае. Это подтвердили китайские официальные лица Uber в электронном письме Reuters в феврале 2016 года.
1 августа 2016 года DiDi приобрела Uber China. Это приобретение оценило компанию в 35 млрд $. Uber приобрёл 5,89 % объединённой компании с привилегированным долевым участием, что соответствует 17,7 %-му экономическому интересу DiDi. В соответствии с условиями сделки Чэн Вэй стал членом правления Uber, а Трэвис Каланик занял место в DiDi.

### 2017 — настоящее время
28 марта 2017 года Wall Street Journal сообщил, что SoftBank Group Corporation обратилась к Didi Chuxing Technology Co. с тем, чтобы инвестировать 6 млрд $, чтобы помочь фирме расширить возможности самообслуживания в автомобильных технологиях. 28 апреля 2017 года DiDi объявила о закрытии нового раунда финансирования на 5,5 млрд $ для поддержки своей глобальной стратегии и вкладывания инвестиций в технологии на основе искусственного интеллекта, что повышает стоимость компании стоимостью 50 млрд $.
В декабре агентство Reuters сообщило, что Didi привлекла 4 млрд $ для глобального продвижения на внешние рынки и инвестиций в такие технологии, как искусственный интеллект, в явном стремлении бросить вызов Uber. 24 июля 2017 года DiDi инвестировал 2 млрд $ в Grab, чтобы тот смог превзойти Uber в Юго-Восточной Азии.
В июне 2018 года в китайском приложении DiDi появился английский язык, была добавлена функция «тревожная кнопка», которая позволяет в один клик вызвать полицию, если таксист начал вести себя не корректно, и возможность оплаты картами Visa и MasterCard.
В июле 2021 года стало известно, что китайские власти предлагали агрегатору такси Didi Global отложить проведение IPO в США из-за обеспокоенности регулятора тем, как компания хранит данные пользователей. В результате начавшегося разбирательства Didi потеряла порядка $22 млрд своей рыночной капитализации, а её акции котируются уже ниже уровня размещения.

## Услуги
DiDi — это мобильное приложение, в котором такси, частные автомобили и водители могут быть наняты с помощью смартфона. Оно обслуживает более 450 миллионов пользователей в более чем 400 китайских городах. С помощью DiDi на ежедневной основе[уточнить] в 2016 году было выполнено 20 миллионов поездок. Всего на платформе DiDi в 2015 году было совершено 1,43 млрд поездок.
DiDi Taxi: около 2 миллионов водителей, работающих в 400 китайских городах; DiDi объединяет 200 таксомоторных компаний для модернизации услуг.
DiDi Express: работает примерно в 400 городах с опцией ExpressPool[уточнить]. Около 2 миллионов пассажиров используют услуги по парковке автомобилей, чтобы каждый день ездить на работу[значимость факта?].
DiDi Hitch (совместное пользование): 2,2 миллиона ежедневных поездок между и внутри города в час-пик. В течение 2017 года во время китайского новогоднего праздника DiDi Hitch обеспечило около 8,48 миллиона пассажирских поездок.
Прокат автомобилей: в январе 2017 года DiDi официально запустила свою международную услугу проката автомобилей, чтобы обслуживать китайских путешественников в более чем 1500 городах более чем в 100 странах.
DiDi Bus: начато[что?] первоначально в Пекине и Шэньчжэне в качестве испытания на основе WeChat в 2015 году. В Пекине DiDi взяла на вооружение автопарк Kaola Bus (考拉班车) в сентябре 2015 года. К моменту официального запуска в октябре 2015 года DiDi Bus обеспечивал 1500 ежедневных поездок и перевозил около 500 000 пассажиров ежедневно.
DiDi Микроавтобус: DiDi начала предлагать поездки на микроавтобусах в декабре 2016 года.
Общественные велосипеды: DiDi с апреля 2017 года добавила услугу использования общественных велосипедов. Аналитика по прогнозированию использования такой услуги поможет улучшить алгоритмы использования искусственного интеллекта и режима реального времени, чтобы лучше реагировать на потребности пользователей с ограниченной подвижностью[значимость факта?]. 17 января 2018 года DiDi запустила собственную платформу для обмена велосипедами, в которую входят компании Ofo, Bluegogo и DiDi-брендовые байки.

## Технологии
Искусственный интеллект (ИИ): DiDi создала Исследовательский институт DiDi, чтобы сосредоточиться на технологиях ИИ, включая машинное обучение и компьютерное зрение. Компания надеется, что технологии оптимизируют систему диспетчеризации и планирования маршрутов. Несколько сотен учёных работают над технологиями в институте. В марте 2017 года DiDi запустила DiDi Labs в Маунтин-Вью в Калифорнии. Основное внимание будет уделено методам обеспечения безопасности на основе ИИ и интеллектуальным технологиям вождения.
Работа с данными: каждый день платформа DiDi генерирует более 70 ТБ данных, обрабатывает более 20 миллиардов запросов на маршрутизацию. Теперь DiDi создаёт облачную платформу с интегрированными анонимизированными данными от датчиков на транспортных средствах, статическую информацию в реальном времени с дорог и улиц, с данными по выгрузке DiDi, поездками и пропускной способностью. С этой платформой предложение и спрос на транспортировку могут быть эффективно сбалансированы.
Умный транспорт: DiDi использует свои возможности ИИ, чтобы помочь городам разработать интеллектуальные транспортные решения. DiDi запустила интеллектуальные светофоры, интеллектуальный транспортный экран, термодинамические диаграммы назначенных водителей, смарт-автобус, отчёт о интеллектуальном трафике и другие программы в таких городах, как Цзинань, Шэньчжэнь, Гуйян, Ухань и др.
Приложения Tencent и Alibaba открыты для всех разработчиков, таких как Lyft.

## Глобализация
Август-сентябрь 2015 года: DiDi сформировала партнёрские отношения с Grab, Lyft и Ola, с Юго-Восточной Азией, Северной Америкой и Индией, чтобы начать сотрудничество в таких областях, как инвестиции, продукты и технологии.
Август 2016 года: DiDi приобрела Uber China и получила долю в Uber.
Январь 2017: DiDi сделала стратегические инвестиции в 99 — крупнейшего бразильского провайдера. DiDi обеспечит стратегическое руководство и поддержку 99 в области технологий, разработки продуктов, операций и бизнес-планирования.
Июль 2017: DiDi возглавил новый раунд финансирования Grab.
Август 2017: DiDi сформировала стратегическое партнёрство с Taxify, ведущей компанией в Европе и Африке. В том же месяце DiDi также сформировала стратегическое партнёрство с Careem, ведущей интернет-платформой для путешествий на Ближнем Востоке и в Северной Африке.
Декабрь 2017: DiDi планирует расширить свои операции в Мексике.
Январь 2018: DiDi согласилась приобрести 99 за 600 млн $. В том же месяце DiDi санкционировала LEDI Technology Co. в качестве франшизы на Тайване.
Февраль 2018: DiDi запустила своё новое приложение в Гонконге, которое является обновлённой версией такси Kuaidi.
Август 2020: DiDi запустила приложение в России, в городе Казань. Запуск для таксопарков, водителей и пассажиров состоялся 25 августа.
Февраль 2021: В России сервис действует в 16 городах, включая, помимо Казани, Чебоксары, Ижевск, Набережные Челны, Оренбург, Пензу, Йошкар-Олу, Брянск, Белгород, Владимир, Курск, Липецк, Рязань, Тамбов, Тверь и Тулу.
Март 2021: Сервис начал набор водителей и таксопарков ещё в 20 российских городах. Среди них — Воронеж, Уфа, Красноярск, Пермь и Краснодар.
Компания заявила об уходе с рынка России и Казахстана с 4 марта 2022. Впоследствии были сообщения о том, что компания останется.
14 июля 2023: Сервис ушел с рынка России. 

## Руководство
Ченг Вэй (程维), один из основателей DiDi, был генеральным директором DiDi Chuxing с момента слияния в 2015 году Didi и Kuaidi. Ченг Вэй восемь лет работал в Alibaba Group, прежде чем занялся предпринимательством. В Alibaba он провёл свои первые шесть лет в продажах бизнес-линии B2B и два года в службе Alipay. После приобретения Uber China он присоединился к совету директоров Uber. Ченг Вэй имеет степень бакалавра в Пекинском химическом университете.
Люй Чуаньвэй (吕传伟), генеральный директор Kuaidi, был объявлен согендиректором Didi Chuxing наряду с Ченг Вэй после слияния в 2015 году. Его фактическое участие в управлении DiDi неясно. Были некоторые предположения, что Люй Чуаньвэй продал акции и оставил руководство DiDi.
Жан Лю является нынешним президентом Didi Chuxing. До DiDi Жан работала 12 лет в Goldman Sachs Asia.
Занятость: DiDi предоставила более 17 миллионов рабочих мест, включая значительное число женщин, уволенных работников из традиционных секторов и солдат-ветеранов. В 17 провинциях тяжёлой промышленности в рамках национальной программы реструктуризации более миллиона бывших сотрудников горнодобывающей и металлургической промышленности работают в качестве водителей DiDi. Кроме того, DiDi поддерживает более 4000 представителей инновационного малого и среднего бизнеса, которые дополнительно предоставляют более 20 000 рабочих мест.